# 五十里武
五十里 武（いかり たけし、1934年（昭和9年）5月15日 - 2004年（平成16年）10月20日）は、日本の社会運動家、政治家。初代鹿嶋市長（1995年9月1日 - 1998年4月23日）、鹿島町長（1990年4月8日 - 1995年8月30日）。

## 経歴
富山県出身。立命館大学法学部を卒業。
1950年代前半に日本共産党の武装闘争に参加し、山村工作隊として活動していた。
組織の活動を優先する共産党に母親の死を秘匿されたことに憤った五十里は党を離れ、茨城県で農民運動を指導していた山口武秀配下のオルグとして活動する。
1962年、山口のもとから離れ、鹿島町役場に就職。総務部長などを務める。岩上二郎茨城県知事のもとで行われた鹿島臨海工業地帯プロジェクトに携わる。
1990年4月8日に自治労等の支援を受けて鹿島町長に当選。
鹿島町長として、鹿島アントラーズの設立に賛同した。
1995年、鹿嶋市が発足して初代市長となる。当初、新市名は「鹿島市」を希望していたが、佐賀県に同名の鹿島市が存在していたため鹿嶋市とすることを決断した。1998年に市長を引退。